# Öhling (Gemeinde Oed-Oehling)
Öhling ist eine Ortschaft und eine Katastralgemeinde in der Marktgemeinde Oed-Oehling im Bezirk Amstetten in Niederösterreich.  Am 1. Jänner 2024 zählte die Ortschaft 1397 Einwohner.

## Geografie
Die Ortschaft befindet sich im niederösterreichischen Alpenvorland im Westen des Mostviertels und südwestlich von Amstetten. Der Kirchweiler befindet sich auf einer Anhöhe nördlich der Url.

## Verbauung
Es gibt durchwegs eine offene Verbauung mit Vierkantern und Kleinhäusern.

## Geschichte
Der Ort wurde 1108/1014 urkundlich genannt.
Der Ort war im 12. Jahrhundert ein Edelsitz von Heinricus de Ellingen um 1165, war 1321 im Besitz des Hainrich von Ellingen, gehörte 1410 zur Herrschaft Schneckenreuter. Urkundlich wurde 1426 ein Haus zu Elling genannt, wohl im Bereich des heutigen Pfarrhofes, urkundlich 1561 als ruinös genannt und abgekommen. Von 1666 bis 1848 gehörte der Ort zur Herrschaft Wallsee.
1880 erhielt der Ort eine Haltestelle der Kaiserin Elisabeth-Bahn (Westbahn (Österreich)).
Im Zuge der NÖ. Kommunalstrukturverbesserung wurde mit 1972 Öhling mit Oed zur Großgemeinde Oed-Oehling zusammengelegt.

## Öffentliche Einrichtungen
In Öhling gibt es einen Kindergarten und eine Volksschule.

## Kultur und Sehenswürdigkeiten

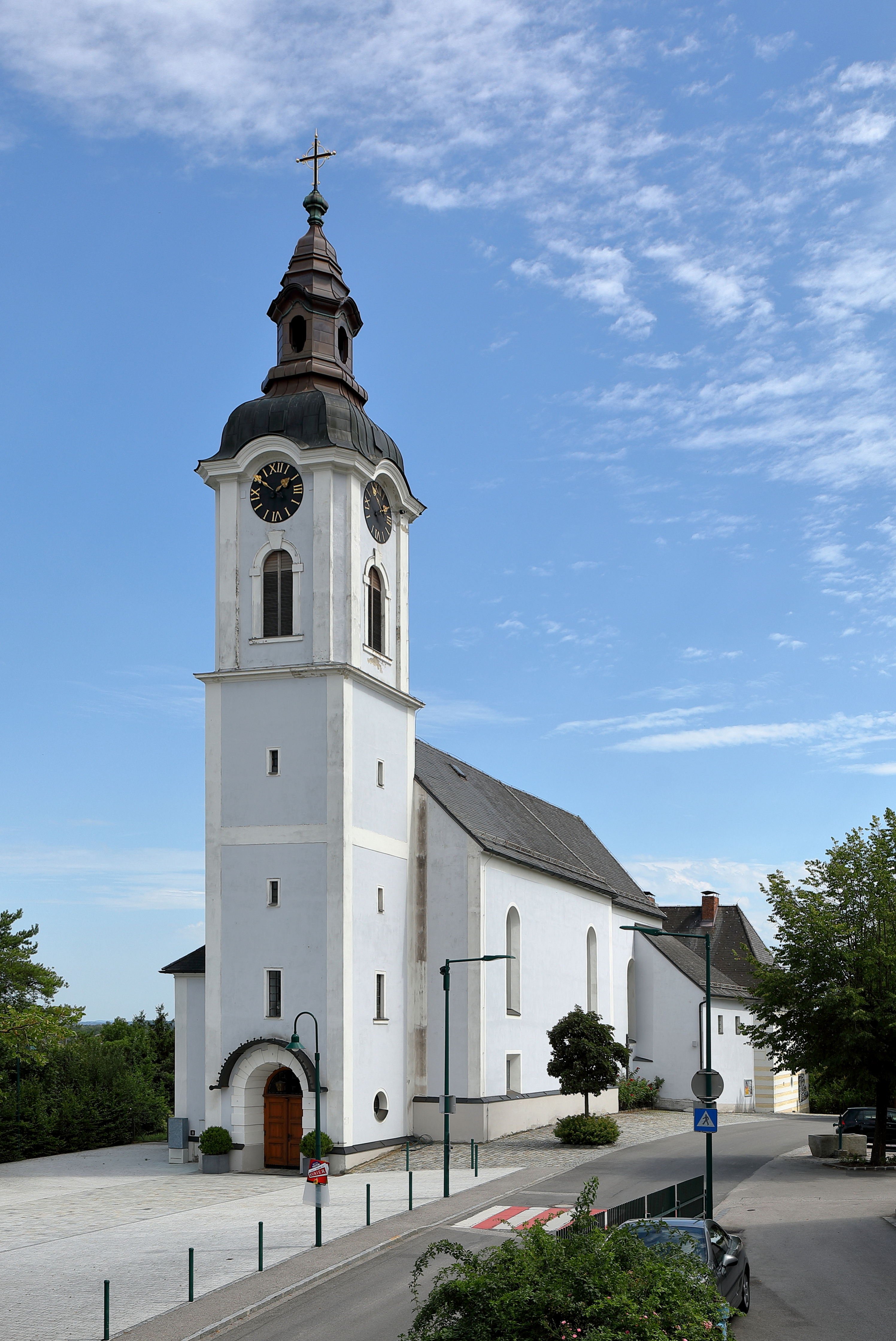
Pfarrkirche Öhling

- Katholische Pfarrkirche Öhling hl. Wolfgang
- Pfarrhof östlich neben der Kirche
- Ehemaliger Meierhof des Niederösterreichischen Landeskrankenhauses für Psychiatrie und Neurologie in Mauer bei Amstetten
- Kriegerdenkmalkapelle
- Kapelle am östlichen Ortsrand
- Nischenbildstock am südlichen Ortsrand im Gedenken an die Verschleppung der Oehlmüllerin 1529
- Figur Johannes Nepomuk in der Wegkapelle an der Urlbrücke
- Nischenbildstock mit Holzkruzifix im Urltal

## Bürgermeister
- (1939–?) Stefan Hinterholzer (NSDAP)